# Michael Ignaz Schmidt

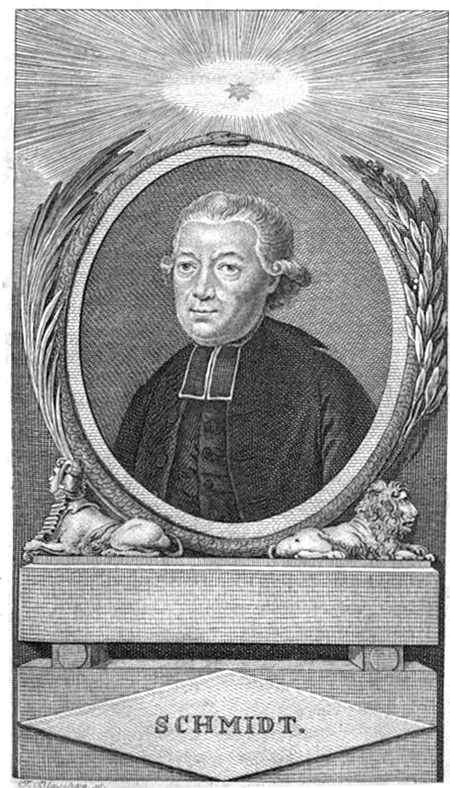
Michael Ignaz Schmidt

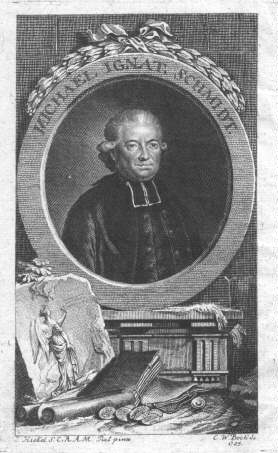
Porträt-Kupferstich 1785

Michael Ignaz Schmidt (* 30. Januar 1736 in Arnstein; † 1. November 1794 in Wien) war ein deutscher katholischer Priester, Katechet, Historiker und Archivar, der vor allem durch seine Geschichte der Deutschen bekannt wurde.

## Leben und Wirken
Michael Ignaz Schmidt wurde geboren als Sohn eines bischöflich würzburgischen Oberzöllners und Waldrechnungsführers in Arnstein und hatte noch drei Brüder, die alle Geistliche wurden. Einer davon war der Speyerer Weihbischof Philipp Anton Schmidt (1734–1805).
Er besuchte die Schule seiner Geburtsstadt, dann das Gymnasium und die Universität Würzburg, wo ihn die Jesuiten ausbildeten. Danach trat er in das bischöfliche Klerikalseminar ein und wurde Priester. Zunächst amtierte Schmidt als Kaplan in Haßfurt, danach als Erzieher im Dienst des fürstbischöflich Bambergischen Obersthofmeisters Graf Johann Alexander von Rottenhan.
1769 berief man ihn zurück nach Würzburg, wo er Rektor des Seminarium Nobilium (Adeliges Seminar) und 1771 Universitätsbibliothekar wurde. 1773 ernannte man ihn aufgrund seiner historischen Interessen zum Professor der deutschen Reichsgeschichte.
Unter Fürstbischof Adam Friedrich von Seinsheim wirkte Schmidt an der Erneuerung des Schulwesens im Hochstift Würzburg, wobei er auch an der Gründung eines Schullehrerseminars beteiligt war.
1778 erschienen die beiden ersten Bände seiner „Geschichte der Teutschen“, welche insgesamt elf Bände umfasste und unvollendet blieb. Dieses Werk machte Michael Ignaz Schmidt überregional bekannt. Kaiserin Maria Theresia wurde auf ihn aufmerksam und wollte ihn als Historiker nach Wien holen. Das scheiterte, da Fürstbischof Franz Ludwig von Erthal nicht bereit war, in Würzburg auf Schmidt zu verzichten. Allerdings konnte er nicht verhindern, dass man den Geistlichen zu Studienzwecken nach Wien einlud, was schließlich doch zu seiner dauerhaften Übersiedlung führte. Schmidts Nachfolger in Würzburg wurde der Geistliche Christian Bönicke.
Schmidt avancierte zum Hofrat sowie 1780 zum Direktor des Haus- und Staatsarchivs, mit einem ansehnlichen Gehalt. Nebenbei konnte er sich ungehindert seinen historischen Studien widmen und gab weitere Bände seiner „Geschichte der Teutschen“ heraus. Kaiser Joseph II.  engagierte ihn überdies als Geschichtslehrer seines Neffen und einstigen Nachfolgers Franz II.
Michael Ignaz Schmidt starb am 1. November 1794 in Wien.

## Nachleben
Berühmt wurde er durch seine bereits genannte „Geschichte der Deutschen“ (ab 1778). In Arnstein ist die Staatliche Realschule nach ihm benannt.
Seine Büste fand Aufstellung in der Ruhmeshalle in München.